# Pappelkarmin
Das Pappelkarmin (Catocala elocata) ist ein Schmetterling (Nachtfalter) aus der Unterfamilie Catocalinae in der Familie der Eulenfalter (Erebidae).

## Merkmale

### Falter
Die Falter erreichen eine Flügelspannweite von 74 bis 86 Millimetern. Damit ist diese Art etwas größer als das sehr ähnliche Rote Ordensband (Catocala nupta). Die Vorderflügel sind bräunlichgrau mit teilweise undeutlicher Zeichnung. Lediglich die schwarz gefärbte und nach außen heller angelegte äußere Querlinie hebt sich deutlicher hervor. Die Hinterflügel sind zinnoberrot, aber etwas matter als beim Roten Ordensband und haben eine breite schwarze Saumbinde sowie eine wenig gewellte, schwarze Mittelbinde. Auffällig ist eine zackenartige Ausbuchtung in der Saumbinde. Der Saum ist an der Spitze der Hinterflügel rötlich gefleckt.

### Ei, Raupe, Puppe
Das halbkugelige Ei ist rötlichgrau gefärbt und zeigt ein breites, purpurfarbenes Band, das durch eine weißgelbe Binde geteilt ist. Außerdem besitzt es ungefähr 35 kräftige Längsrippen. Die Mikropylzone hat eine weißliche oder rötliche Farbe.
Erwachsene Raupen sind grau oder bräunlich gefärbt und mit dunklen Strichen versehen. Arttypisch sind drei braune Rückenstreifen, die mit kleinen, gelben Warzen versehen sind. Am achten Segment befindet sich eine gelbschwarz eingefasste Querwulst, am elften Segment sind zwei gelbliche, schwarz gesäumte und gekrümmte Querflecke erkennbar.
Die schlanke Puppe zeigt einen stielförmigen Kremaster.

### Ähnliche Arten
Außer dem Roten Ordensband ähneln die Falter auch denjenigen der in Südspanien und Nordafrika beheimateten Catocala oberthueri. Diese Art unterscheidet sich durch die etwas breiteren Flügel sowie insbesondere durch die gleichmäßig gerundete breite schwarze Saumbinde der Hinterflügel.
- Weidenkarmin (Catocala electa) (Vieweg, 1790)
- Rotes Ordensband (Catocala nupta) (Linnaeus, 1767)
- Bruchweidenkarmin (Catocala pacta) (Linnaeus, 1758)
- Kleines Eichenkarmin (Catocala promissa) (Dennis & Schiffermüller, 1775)
- Großes Eichenkarmin (Catocala sponsa) (Linnaeus, 1767)

## Geographische Verbreitung und Lebensraum
Die Art ist im südlichen Mitteleuropa verbreitet, in Norddeutschland ist sie selten. Einzelfunde in England und Skandinavien sind wahrscheinlich auf Einwanderungen zurückzuführen. Im Osten wurde sie bis zum Ural, Kaukasus und Elbursgebirge nachgewiesen. In den Südalpen steigt sie bis auf eine Höhe von 800 Metern. Sie kommt auch in Nordafrika vor. Bevorzugter Lebensraum sind Ufergebiete von Flüssen, Teichen, Bächen und Seen, aber auch Parklandschaften und Wiesentäler.

## Lebensweise
Hauptflugzeit der Falter sind die Monate Juli bis Oktober. Nachts fliegen sie künstliche Lichtquellen, u. a. auch Straßenlaternen an. Die Falter trinken mittels ihres Saugrüssels gelegentlich Baumsäfte und können – wie alle Ordensbandarten – leicht mit einem Köder, beispielsweise einem vergorenen Gemisch aus Honig und Bier, angelockt werden. Die Raupen ernähren sich bevorzugt von den Blättern verschiedener Pappelarten (Populus). Sie entwickeln sich zwischen Mai und Juli. Die Verpuppung erfolgt zwischen versponnenen Blättern. Überwinterungsstadium ist das Ei.

## Gefährdung
In Deutschland war die Art früher selbst mitten in Großstädten wie Berlin und Stuttgart zuweilen zahlreich, inzwischen wird sie auf der Roten Liste gefährdeter Arten in der Kategorie 3 (gefährdet) geführt.